# Зильберман, Миша
Миша Зильберман (ивр. מישה זילברמן‎, род. 30 января 1989, Москва) — израильский бадминтонист. Участник Олимпиады 2012, Олимпиады 2016 и Олимпиады 2020. Бронзовый призёр Европейских игр 2019 года в Минске.

## Биография
Миша Зильберман родился в Москве. Он единственный ребёнок своих родителей, которые будучи профессиональными спортсменами привили Мише любовь к спорту. Его отец Михаил занимался гимнастикой (вольные упражнения), затем стал помощником тренера сборной СССР по бадминтону, так он познакомился с матерью Миши, Светланой Зильберман и стал её тренером. Под его руководством Светлана стала чемпионкой Европы по бадминтону 1986 года.
В 1991 году семья эмигрировала в Израиль.

### Спортивная карьера
С раннего детства Миша посещал тренировки своей матери, а с 12 лет начал тренироваться под руководством своих родителей. В 2003 году он стал участвовать в юношеских турнирах. Он выступал за клуб Kfar Maccabiah.
Выступление во взрослой возрастной категории.
В 2004 году побеждает в чемпионате Израиля. В 2009 году участвует в чемпионате мира в одиночном разряде и в смешанных парах вместе со своей матерью. Участвует и побеждает в смешанном дуэте со своей матерью на Маккабиаде 2013 и Маккабиаде 2017 .
В 2019 году завоёвывает бронзовую медаль на Европейских играх 2019.

### Участие в Олимпийских играх
На Олимпиаде 2012 сборная Израиля впервые соревновалась в бадминтоне. Её единственным представителем в этом виде спорта был Миша Зильберман. Миша также участвовал и в следующих двух Олимпиадах.